# Велика Мадонна Каупера
«Велика Мадонна Каупера» чи «Мадонна Нікколіні» — картина італійського художника доби Відродження Рафаеля, написана у 1508 році.